# Daniel Friberg
Daniel Joel Friberg (Motala, 10 juli 1986) is een voormalig Zweeds schaatser. Hij nam eenmaal deel aan de Olympische Spelen en won bij die gelegenheid geen medailles.

## Biografie
Friberg brak door tijdens het WK Junioren in 2006 waar hij als 29e eindigde. In 2007 werd hij tweede op het Zweeds allroundkampioenschap.
Tijdens een wereldbekerwedstrijd ploegenachtervolging op 18 februari 2007 in Erfurt werd Zweden verrassend tweede achter Nederland. Hierdoor kwam Friberg samen met Joel Eriksson en Johan Röjler op het podium. Anderhalf jaar later, tijdens de tweede world cup op 16 november 2008, reed hij samen met Röjler en Eriksson naar het brons. Op het WK Afstanden in Vancouver werd dat zelfs zilver.
Op de Olympische Winterspelen 2010 in Vancouver kwam hij uit op de 1500 meter en de ploegenachtervolging. Hij eindigde hierbij respectievelijk op een 25e en 7e plaats. Op 27 september 2010 maakte Peter Mueller bekend dat Friberg samen met landgenoot Joel Eriksson naar zijn schaatsploeg Team CBA ging. Op 7 januari 2011 maakte Herbert Dijkstra tijdens het EK Allround 2011 bekend dat Friberg drie hersenbloedingen had gehad na een ongeval tijdens een training. Op 25 oktober 2011 maakte Friberg daarom ook bekend per direct te stoppen met de sport. Hierdoor bleven er nog slechts twee landgenoten over in de schaatssport.

## Persoonlijke records
| Afstand      | Tijd     | Datum            | Baan           |
| ------------ | -------- | ---------------- | -------------- |
| 500 meter    | 36,10    | 18 maart 2009    | Calgary        |
| 1000 meter   | 1.11,42  | 11 november 2007 | Salt Lake City |
| 1500 meter   | 1.44,97  | 19 maart 2009    | Calgary        |
| 3000 meter   | 3.45,74  | 18 maart 2009    | Calgary        |
| 5000 meter   | 6.44,10  | 14 februari 2007 | Turijn         |
| 10.000 meter | 14.25,72 | 2 december 2007  | Kolomna        |

## Resultaten
| Jaar | NK allround | EK Allround | WK Sprint | WK Afstanden              | Olympische Spelen          | WK Junioren |
| ---- | ----------- | ----------- | --------- | ------------------------- | -------------------------- | ----------- |
| 2006 |             |             |           |                           |                            | NC29        |
| 2007 | Zilver      |             |           |                           |                            |             |
| 2008 | NS4         |             | 35e       |                           |                            |             |
| 2009 |             |             | 24e       | 19e 1500m · achtervolging |                            |             |
| 2010 |             | NC17        |           |                           | 25e 1500m 7e achtervolging |             |
| 2011 |             | NC26        |           |                           |                            |             |

 NC = niet gekwalificeerd voor vierde afstand, NS = niet gestart 

### Medaillespiegel
| Kampioenschap | Goud | Zilver | Brons |
| ------------- | ---- | ------ | ----- |
| NK allround   | 0    | 1      | 0     |
| WK Afstanden  | 0    | 1      | 0     |